# Forced Migration Review
Forced Migration Review (FMR) est une publication publiée par le centre d'études sur les réfugiés de l'université d'Oxford, sur les réfugiés, les déplacés internes et les problèmes d'apatridie. Elle est éditée en quatre langues : en anglais bien sûr mais aussi en espagnol, en arabe et en français.

## Histoire et profil
La revue a été fondée en 1987 sous le nom de bulletin d'information Refugee Participation Network. Le premier numéro a été publié en novembre 1987. En avril 1998, elle est relancée sous le nom de Forced Migration Review (FMR). Elle est publiée par le Centre d'études sur les réfugiés de l'université d'Oxford en quatre langues, à savoir l'anglais, l'arabe, l'espagnol et le français. Elle est également distribuée gratuitement. Il paraît environ trois fois par an, avec des suppléments occasionnels et des numéros spéciaux. La plupart des numéros ont un thème principal et comportent également des « articles généraux » sur d'autres aspects de la migration forcée.
FMR offre un forum axé sur la pratique pour débattre des problèmes auxquels sont confrontés les réfugiés et les déplacés internes afin d'améliorer les politiques et les pratiques et d'impliquer les réfugiés et les personnes déplacées dans la conception et la mise en œuvre des programmes.